# Cefalometria
Cefalometria é a ciência que, metodologicamente, estuda as dimensões das estruturas do crânio e da face. Em odontologia, refere-se a certa combinação de medidas angulares e lineares desenvolvidas para o traçado de radiografias laterais e frontais do complexo craniofacial. É utilizada para avaliar o crescimento e o desenvolvimento craniofaciais de forma longitudinal, bem como auxiliar imensamente na determinação da natureza da resposta ao tratamento ortodôntico.

## Cefalometria Computadorizada
No início da década de 60, o Dr. Ricketts criava nos Estados Unidos a cefalometria computadorizada. Na mesa digitalizadora, o usuário informava a um programa de geometria a localização dos pontos anatômicos sobre uma radiografia. 
Em 1994, no Brasil, uma empresa chamada Radio Memory criou um software chamado Radiocef, que revolucionou esse processo introduzindo a cefalometria digital. O novo método, largamente utilizado hoje em todo o mundo, usa a imagem digitalizada da radiografia possibilitando a marcação de pontos na tela do computador utilizando o mouse. Hoje eles possuem ferramentas para diagnósticos 3D.
Com este software você pode marcar pontos anatômicos sobre a imagem digital da radiografia na tela. A partir daí ele confecciona automaticamente as análises cefalométricas completas, incluindo cefalogramas e lista de fatores. As imagens das radiografias são obtidas de um scanner, câmera digital ou diretamente de um aparelho de Raio-X digital. As vantagens de se trabalhar com imagens digitais são inúmeras.